# Aleksandr Kul'kov
Aleksandr Sergeevič Kul'kov (in russo Александр Сергеевич Кульков?; 13 luglio 1943) è un ex cestista e allenatore di pallacanestro sovietico.

## Carriera
Con l'Unione Sovietica ha disputato i Campionati europei del 1969.

## Palmarès
- Campionato sovietico: 8

CSKA Mosca: 1963-64, 1964-65, 1965-66, 1968-69, 1969-70, 1970-71, 1971-72, 1972-73
- Coppa dei Campioni: 3

CSKA Mosca: 1962-63, 1968-69, 1970-71